# Elnaz Shaker Doust
Pour les articles homonymes, voir Doust.
Elnaz Shaker Doust (en persan : الناز شاکردوست), née en 1984, est une actrice iranienne.

## Biographie
Diplômée de la faculté du cinéma de l’université Azad de Téhéran, Elnaz Shaker Doust révèle son talent dans le film Golé Yakh de Kiumars Pourahmad. Par la suite, elle joue dans cinq films au cours d'une seule année.
Les différents personnages qu'elle a interprétés dans Golé Yakh (Fleur de glace) et Mojarad ha (Les Célibataires) montrent sa polyvalence.
Elle a fait sa meilleure interprétation dans le film Bi vafa produit par l'ancien réalisateur Asghar Naeemi.
Elle est nommée pour le prix Statut d’or pour la meilleure actrice dans un second rôle avec Mojarad ha en 2005 et avec Che kasi Amir ra Kosht ? (Qui a tué Amir?) en 2006.

## Prises de position

### Un scandale
Dans une lettre ouverte adressée aux médias, elle écrit, à propos de son personnage d'Afsaneh dans le film Un scandale : 

### Soutien à la communauté LGBT
Après l'annonce de l'assassinat d'Ali Fazeli Monfared le 4 mai 2021, elle exprime son soutien à la communauté LGBT sur son compte Instagram en publiant une photo d'elle avec un drapeau arc-en-ciel.

### Lors du festival de Fajr en 2023
En février 2023, alors qu'elle assiste à une projection du film Without Body pendant le festival du film de Fajr, elle monte sur la scène quelques minutes avant la fin du film pour exprimer ses critiques vis-à-vis des organisateurs du festival.

## Filmographie
- 1996 : Le Char de la mort (Arabeh Marg)
- 2005 : Fleur de glace (Gol-e yakh)
- 2006 : Qui a tué Amir?
- 2007 : Premier mouvement (First Move)
- 2007 : La règle du jeu (Ghaedeye bazi)
- 2007 : Le Bus de nuit (Night Bus)
- 2008 : Majnoone leyli
- 2008 : À travers des nuages (Dar miane abrha)
- 2008 : Cœur de sang (Delkhoon)
- 2009 : Fasele
- 2009 : Carnaval de la mort (Karnavale Marg)
- 2009 : Écorse (Poosteh)
- 2010 : Keesh O Maat
- 2010 : Ingrat (Nasepas)
- 2011 : Saluer l'amour (Salam bar Eshgh)
- 2011 : La Condition numéro un (Sharte Aval)
- 2011 : Toi et moi (To Va Man)
- 2012 : La Senteur du blé (Boye Gandom)
- 2012 : Le Point sans retour (Noghte bi Bazghasht)
- 2013 : Les Feux d'artifice (Atish Bazi)
- 2013 : Un scandale (Rosvayi)
- 2014 : Mobarak	de Mohammad Reza Najafi Emami
- 2014 : The King's White Horse	de Mohammad Hossein Latifi
- 2015 : Tabou de 	[[Bahar	Khosrow Masoumi]]
- 2017 :	Asphyxia	de Fereydoun Jeyrani
- 2018 :	All Through the Night	de Farzad Motamen
- 2019	: When the Moon Was Full	de Narges Abyar
- 2019 : The Singer	de Mostafa Kiaee
- 2020 :	I'm Scared	de Nasim Behnam Behzadi
- 2020 : TiTi	d'Ida Panahandeh
- 2021 :	Pinto de Raheleh Narges Abyar
- 2023 :	A Relic of the South de Hossein Amiri Doomari et Pedram Pouramiri
- 2023 : The Last Birthday	 de Navid Mahmoudi
- 2024 :	Bodiless	de Morteza Alizadeh
- 2025 :	Highway Deer d'Abolfazl Saffary